# Izaskun Manuel Llados
Izaskun Manuel Llados es una deportista española que compitió en esquí alpino adaptado. Ganó dos medallas en los Juegos Paralímpicos de Lillehammer 1994.

## Palmarés internacional
| Juegos Paralímpicos | Juegos Paralímpicos   | Juegos Paralímpicos | Juegos Paralímpicos |
| Año                 | Lugar                 | Medalla             | Prueba              |
| ------------------- | --------------------- | ------------------- | ------------------- |
| 1994                | Lillehammer (Noruega) | Medalla de plata    | Eslalon B1-2        |
| 1994                | Lillehammer (Noruega) | Medalla de bronce   | Descenso B1-2       |